# Директорат военной разведки
Директорат военной разведки (англ. Directorate of Military Intelligence, DMI) — подразделение Военного министерства Великобритании, существовавшее до реорганизации министерства в 1964. В 1964 функции Директората перешли военной разведке Великобритании.

## История
Организацией, положившей начало Директорату, было Управление топографии и статистики, созданное майором британской армии Томасом Джервисом в 1854, в начале Крымской войны.
Формально Директорат был создан в структуре Военного министерства в 1888 и прошёл ряд реорганизаций. Во время Первой мировой войны было введено обозначение всех британских спецслужб как подразделений военной разведки, каждая служба именовалась «департамент номер х военной разведки» (Military Intelligence department number x), в виде аббревиатуры — MIx, например, MI1 — шифровальная служба и т. д. Из всех подразделений, пронумерованных таким образом, в настоящее время действующими являются MI5 и MI6, которые сейчас официально именуются «Служба безопасности» и «Секретная разведывательная служба», аббревиатуры MI5 и MI6 вышли из официального употребления в конце 1920-х.

## Организационная структура
Подразделения Директората, создававшиеся на протяжении существования организации:
| Наименование | Комментарии                                                                                                |
| ------------ | --- |
| MI1          | Шифровальная служба, впоследствии реорганизована в Центр правительственной связи.                          |
| MI2          | Средний и Дальний Восток, Скандинавия, США, СССР, Центральная и Южная Америка.                             |
| MI3          | Восточная Европа и Прибалтика (а также СССР, Восточная Европа и Скандинавия, с лета 1941).                 |
| MI4          | Картографическая служба (передана в Оперативное управление в апреле 1940).                                 |
| MI5          | Связи с Секретной службой, в 1920-х реоганизована в Службу безопасности.                                   |
| MI6          | Связи с Секретной разведывательной службой и Форин-офисом.                                                 |
| MI7          | Печать и пропаганда (переданы Министерству информации Великобритании в мае 1940).                          |
| MI8          | Радиоэлектронная разведка и обеспечение безопасности коммуникаций.                                         |
| MI9          | Работа с британскими военнопленными (также — работа с военнопленными противника до 1941).                  |
| MI10         | Техническая разведка в глобальном масштабе.                                                                |
| MI11         | Военная полиция.                                                                                           |
| MI12         | Военная цензура.                                                                                           |
| MI13         | Аббревиатура не использовалась (кроме как MI-13 (comics) в фантастике).                                    |
| MI14         | Нацистская Германия и оккупированные ей территории (аэрофотосъёмка до весны 1943).                         |
| MI15         | Аэрофотосъёмка, с весны 1943 передано в Министерство ВВС и MI15 реорганизовано в разведку Королевских ВВС. |
| MI16         | Научно-техническая разведка (создана в 1945).                                                              |
| MI17         | Секретариат Директора военной разведки с апреля 1943.                                                      |
| MI18         | Не существовало, аббревиатура использовалась только в фантастике.                                          |
| MI19         | Работа с военнопленными противника (реорганизовано из MI9 в декабре 1941).                                 |
| MI (JIS)     | Штаб объединенного планирования.                                                                           |
| MI L(R)      | Связи с Россией.                                                                                           |